# 谷田昌平
谷田 昌平（たにだ しょうへい、1923年2月26日 - 2007年8月19日）は、日本の編集者、文芸評論家。堀辰雄の研究で知られる。妻は詩人の牟礼慶子。
徳島県生まれ。兵庫県神戸市出身。大阪府立池田師範学校、東京高等師範学校を経て、京都大学文学部卒。在学中から堀辰雄研究を行い、大阪府立桜塚高等学校教諭時代に遠藤周作と知り合った縁から、「三田文学」に「堀辰雄年表」が掲載される。1954年に新潮社に入社。出版部時代、『武者小路実篤全集』を皮切りに、室生犀星『杏っ子』、幸田文『流れる』、安部公房『砂の女』、遠藤周作『沈黙』など、編集者として数々の話題作を手掛けた。1976年『新潮』編集長。町田に転居した遠藤に誘われて「町田会」にも参加し、多くの文豪たちと交友を持った。1988年『回想　戦後の文学』を執筆した。2007年8月19日、老衰により死去。

## 著書
- 『回想　戦後の文学』筑摩書房 1988
- 『濹東の堀辰雄 その生い立ちを探る』彌生書房 1997

### 共著
- 『堀辰雄 その生涯と文学』佐々木基一共著 青木書店 1955　のち花曜社
- 『現代作家論全集 堀辰雄』佐々木基一共著 五月書房 1958

## 参考
- 『文藝年鑑』2004、2010

| スタブアイコン | サブスタブ | この項目は、まだ閲覧者の調べものの参照としては役立たない、文人（小説家・詩人・歌人・俳人・作詞家・作家・放送作家・随筆家（コラムニスト）・文芸評論家）に関連した書きかけの項目です。この項目を加筆・訂正などしてくださる協力者を求めています（P:文学/PJ:作家）。 |